# Olympische Sommerspiele 2008/Teilnehmer (Äquatorialguinea)
| Gelbes Symbol für Goldmedaillen mit stilisierten Olympischen Ringen | Graues Symbol für Silbermedaillen mit stilisierten Olympischen Ringen | Braundes Symbol für Bronzemedaillen mit stilisierten Olympischen Ringen |
| ------------------------------------------------------------------- | --------------------------------------------------------------------- | ----------------------------------------------------------------------- |
| —                                                                   | —                                                                     | —                                                                       |

Äquatorialguinea nahm an den Olympischen Sommerspielen 2008 in der chinesischen Hauptstadt Peking mit drei Athleten, einer Frau und zwei Männern, in zwei Sportarten teil.
Seit 1984 war es die siebte Teilnahme eines Teams aus Äquatorialguinea bei Olympischen Sommerspielen.

## Flaggenträger
Die Leichtathletin Emilia Mikue Ondo trug die Flagge Äquatorialguineas während der Eröffnungsfeier im Nationalstadion.

## Teilnehmer nach Sportarten

### Judo
- José Mba Nchama[2]
Herren, Halbmittelgewicht

### Leichtathletik
- Emilia Mikue Ondo
800 m, Frauen
- Michandong Reginaldo
100 m, Männer